# Secamone likiangensis
Secamone likiangensis är en oleanderväxtart som beskrevs av Ying Tsiang. Secamone likiangensis ingår i släktet Secamone och familjen oleanderväxter. Inga underarter finns listade i Catalogue of Life.